# دیدارهای شیرین‌کننده
دیدارهای شیرین‌کننده (انگلیسی: The Sweetener Sessions) یک تور تبلیغاتی توسط خواننده آمریکایی آریانا گرانده برای پشتیبانی از پنجمین آلبوم استودیویی خود، شیرین‌کننده (۲۰۱۸) بود. این تور در ۲۰ اوت ۲۰۱۸ در نیویورک، ایالات متحده آمریکا آغاز شد و در ۴ سپتامبر ۲۰۱۸ در لندن، بریتانیا به پایان رسید.